# Avinash Sable
Avinash Mukund Sable (né le 13 septembre 1994 à Mandwa dans l’État de Maharashtra) est un athlète indien, spécialiste du 3 000 m steeple.

## Biographie
En 2019, il remporte la médaille d'argent du 3 000 m steeple lors des championnats d'Asie de Doha, devancé par le Bahreïnien John Koech. Il participe aux championnats du monde d'athlétisme 2019, toujours à Doha, et parvient à se qualifier pour la finale du 3 000 m steeple, se classant 13e avec un nouveau record national (8 min 21 s 37). 
En 2021 lors des Jeux olympiques de Tokyo, il porte ce record d'Inde à 8 min 18 s 12 lors des séries mais ne parvient pas à se qualifier pour la finale.
Le 23 mars 2022 à Thiruvananthapuram, il établit une nouvelle meilleure marque nationale en parcourant la distance en 8 min 16 s 21. Il termine 5e du meeting international Mohammed-VI de Rabat. Il remporte la médaille d'argent dans le temps de 8 min 11 s 20 lors des Jeux du Commonwealth de Birmingham.
Le 6 mai il bat le record d'Inde du 5 000 m, qui était détenu depuis trente ans par Bahadur Prasad, en 13 min 25 s 65 à San Juan Capistrano (Californie). En 2023 il porte ce record à 13 min 19 s 30.
En 2024, Avinash Sable prend la 6e place du 3 000 mètres steeple du meeting de Paris en 8 min 9 s 91, ce qui améliore son record national.

## Palmarès
| Date | Compétition           | Lieu       | Résultat | Discipline  | Marque         |
| ---- | --------------------- | ---------- | -------- | ----------- | -------------- |
| 2019 | Championnats d'Asie   | Doha       | 2e       | 3 000 m st. | 8 min 30 s 19  |
| 2019 | Championnats du monde | Doha       | 13e      | 3 000 m st. | 8 min 21 s 37  |
| 2022 | Championnats du monde | Eugene     | 11e      | 3 000 m st. | 8 min 31 s 75  |
| 2022 | Jeux du Commonwealth  | Birmingham | 2e       | 3 000 m st. | 8 min 11 s 20  |
| 2023 | Jeux asiatiques       | Hangzhou   | 2e       | 5 000 m     | 13 min 21 s 09 |
| 2023 | Jeux asiatiques       | Hangzhou   | 1er      | 3 000 m st. | 8 min 19 s 50  |
| 2024 | Jeux olympiques       | Paris      | 11e      | 3 000 m st. | 8 min 14 s 18  |
| 2025 | Championnats d'Asie   | Gumi       | 1er      | 3 000 m st. | 8 min 20 s 92  |

## Records
| Épreuve         | Temps             | Lieu   | Date           |
| --------------- | ----------------- | ------ | -------------- |
| 3 000 m steeple | 8 min 9 s 91 (NR) | Paris  | 7 juillet 2024 |
| 5 000 m         | 13 min 19 s 30    | Walnut | 6 mai 2023     |